# Ісс'яр Драме
Ісс'яр Драме (фр. Issiar Dramé; нар. 26 лютого 1999, Іврі-сюр-Сен, Франція) — французький футболіст малійського походження, центральний захисник «Львова».

## Життєпис
Народився в місті Іврі-сюр-Сен у департаменті Валь-де-Марн. Футбольної майстерності навчався в Академії Клерфонтен. Влітку 2015 року опинився в юнацькій команді «Ренна», а вже на початку серпня наступного року потрапив до структури ліонського «Олімпіка». Виступав за юніорську (U-19) команду ліонського клубу, зіграв 4 поєдинки поєдинки в Юнацькій лізі УЄФА. У дорослому футболі дебютував 18 лютого 2017 року в нічийному (1:1) виїзному поєдинку 20-го туру Національного чемпіонату 2 проти «Андрезьє-Бутеон». Ісс'яр вийшов на поле в стартовому складі та відіграв увесь матч, а на 65-й хвилині отримав жовту картку. На початку липня 2018 року переведений до другої команди «Олімпіка» (Ліон), в якому основним гравцем стати не вдалося. До початку жовтня 2020 року зіграв за команду 16 матчів у Національному чемпіонаті 2.
На початку жовтня 2020 року вільним агентом перейшов в «Олімпік», підписавши з донецьким клубом 2-річний контракт. У новій команді отримав футболку з 6-им ігровим номером. Дебютував за донеччан 24 жовтня 2020 року в грі Прем'єр-ліги проти чернігівської «Десни» (0:2) і до кінця сезону зіграв у 18 матчах чемпіонату і одній грі кубка за «Олімпік», за підсумками якого клуб через фінансові проблеми був відправлений до Першої ліги.
29 вересня 2021 року Драме підписав контракт з командою MLS «Нью-Йорк Ред Буллз», втім виступав виключно за резервну команду в USL і після закінчення сезону 2021 року покинув команду
27 січня 2021 року підписав контракт зі «Львовом» до кінця сезону з можливістю продовження.